# Phare du Haut-Fond-Prince
Le phare du Haut-fond-Prince (en anglais : Prince Shoal Light), surnommé la Toupie, est un phare situé au milieu du fleuve Saint-Laurent, à l'embouchure du fjord du Saguenay, à environ 7 km à l'est du village de Tadoussac.

## Description
Le phare du Haut-fond-Prince est un pilier-phare, c'est-à-dire une structure où la tour portant le feu repose sur un caisson d'acier rempli de béton, ancré directement dans le lit rocheux du fleuve à plus de 9 mètres de profondeur. Cette conception unique permet au phare d'agir à la fois comme brise-glace et brise-lames grâce à son caisson en forme de sablier.
La base élargie de la structure supporte une grande plate-forme circulaire sur laquelle s'élève une tour cylindrique regroupant les espaces nécessaires à son fonctionnement (chambre, cuisine, salle d'eau, salon, salle de travail, et salle des génératrices). La tour est coiffée d'une lanterne et le toit plat de la structure cylindrique constitue une piste d'atterrissage pour les hélicoptères. La tour est peinte de bandes horizontales rouges et blanches.
Le phare produit un flash de lumière blanche toutes les 2,5 secondes, visible jusqu'à 18 milles nautiques (environ 33 km).

## Histoire

### Avant la construction (1860-1960)
Depuis au moins 1860, un feu signalait le haut-fond du fleuve à cet endroit. Il s’agissait alors d’un bateau-phare stationné en permanence près du haut-fond. Plusieurs bateaux-phares se sont succédé:
- 1905-1956: Le Prince Shoal No. 7 (Ex-Lower Traverse).
- 1956-1960: Le Lightship No. 20 (Ex-HMCS ST. ELOI).
- 1960-1963: Le Lighship No. 4.

Ces dispositifs précédaient la construction de la structure permanente.

### Construction du phare (1961-1964)
Le phare du Haut-fond-Prince a été construit en 1961, dans un contexte où la navigation sur le Saint-Laurent connaissait une modernisation importante. La conception, réalisée par J.V.L. Cosmo et V. Podreye du ministère des Transports du Canada, s'est appuyée sur des recherches scientifiques sur le comportement des glaces et des méthodes de construction novatrices. La réalisation a été supervisée par la Garde côtière canadienne.
Le choix de ce site s’explique par la présence d’un haut-fond dangereux situé dans une section du fleuve fréquemment touchée par le brouillard, particulièrement le matin. Ce phare marque une voie sécuritaire pour les navigateurs à l’embouchure de la rivière Saguenay.

### Tempête de 1966
Le 25 décembre 1966, le phare du Haut-fond-Prince a été gravement touché par une tempête majeure qui a duré 36 heures. Le phare, bien qu'ingénieusement conçu pour résister à des vents de plus de 160 km/h et à l'assaut des glaces, a subi des dommages importants lors de cet événement.
À 5 heures du matin, les vents violents et des vagues atteignant jusqu'à 14 mètres ont arraché la porte d’acier à la base de la structure, permettant à l'eau de s'infiltrer dans l'escalier intérieur. Peu après, des fenêtres des quartiers d’habitation ont cédé sous la pression des vagues, inondant les étages supérieurs et rendant ces espaces inhabitables. Les trois gardiens en poste à ce moment, Claude Fraser, Ivanhoé Gagnon et Roger Lagacé, ont dû se réfugier dans la salle des machines, le seul espace encore sécurisé.
Malgré leurs tentatives de transmettre des appels de détresse, les conditions météorologiques extrêmes ont empêché toute intervention immédiate. Ce n’est qu’à la fin de la tempête, le 26 décembre, qu’un hélicoptère a pu évacuer les gardiens. La structure du phare avait résisté, mais des dégâts significatifs ont été constatés, notamment dans les quartiers d'habitation et la tour des feux, qui était devenue non fonctionnelle.

### Adaptations cinématographiques de la tempête du Haut-fond Prince en 1966
- La Tempête du Haut-fond Prince, documentaire de 30 minutes réalisé en 2004 par les Productions Vic Pelletier.
- Haut-fond Prince, de Martin Rodolphe Villeneuve, fiction de 44 minutes réalisé en 2011 par les productions Mori Quam et l'Office national du film.

## Importance patrimoniale
Le phare du Haut-fond-Prince est emblématique de la quatrième génération de phares au Québec, caractérisée par l’utilisation de caissons en acier et l’automatisation des feux. Ce phare a été l’un des premiers sites au Canada à tester de nouveaux équipements d’automatisation.
Son design reflète également l’introduction de l’hélicoptère comme moyen d’accès aux phares isolés, une innovation des années 1960.
Avec les phares de l’île Blanche (aujourd’hui disparu), du Banc du Cap Brûlé et de Pointe de la Prairie, le phare du Haut-fond-Prince appartient à un groupe restreint de piliers-phares construits pour répondre aux pressions économiques et aux nouvelles exigences de navigation sur le fleuve.
En 2008, le phare a été désigné comme édifice fédéral du patrimoine reconnu pour son rôle dans les aides à la navigation et son importance pour la sécurité maritime. Il figure également parmi les structures modernes illustrées dans la série de timbres 1984-1985 de Postes Canada.